# Szodekowci
Szodekowci (bułg. Шодековци) – wieś w Bułgarii, w obwodzie Wielkie Tyrnowo, w gminie Wielkie Tyrnowo. W 2024 roku liczyła 9 mieszkańców.